# Onze-Lieve-Vrouw-Presentatiekerk (Aarle-Rixtel)
De Onze-Lieve-Vrouw-Presentatiekerk is een kerkgebouw in Aarle-Rixtel in de gemeente Laarbeek in de Nederlandse provincie Noord-Brabant. De kerk staat aan de Dorpsstraat 5. Naast de kerk en achter de kerk bevindt zich het kerkhof, voor de kerk staat een Heilig Hartbeeld.
De kerk is opgedragen aan Onze-Lieve-Vrouw Presentatie.

## Geschiedenis
In 1648 ging de oude katholieke Mariakerk over aan de hervormden.
In 1798 konden de katholieken hun oude kerk weer terugkrijgen, maar dat wezen ze af wegens de te grote bouwvalligheid van het gebouw. Ze bleven in plaats daarvan hun schuurkerk aan de Dorpsstraat gebruiken.
In 1846 kwam de nieuwe parochiekerk gereed aan de overzijde van de weg, een Waterstaatskerk en werd de schuurkerk verlaten. Het is niet helemaal zeker wie de kerk ontworpen heeft, mogelijk was dit Arnoldus van Veggel. Als ingenieur van Rijkswaterstaat was hij de architect van de nieuwe protestantse kerk. Een andere mogelijkheid kan E.C.B. Ridder van Rappard zijn, ook ingenieur bij Rijkswaterstaat.
In 1928 kreeg het kerkgebouw nieuwe zijbeuken naar het ontwerp van architect H.W. Valk. Voor die tijd was de kerk een zaalkerk.

## Opbouw
Het niet-georiënteerde neoclassicistische kerkgebouw is zuid-noord gebouwd en bestaat uit een kerktoren in het zuiden boven de narthex, een driebeukig schip met vijf traveeën in basilicale opstand en een koor met driezijdige koorsluiting. Het middenschip wordt gedekt door een zadeldak. De frontgevel is een pilastergevel, de zijgevels zijn voorzien van pilasters met rondboogvensters. De toren is vierkant van vorm en heeft op de top een koepel met carillon.